# Arthur Bliss Copp
Arthur Bliss Copp (1870-1949) était un avocat et un homme politique canadien du Nouveau-Brunswick.

## Biographie
Arthur Bliss Copp est né le 10 juillet 1870 à Jolicœur, au Nouveau-Brunswick. Il entame une carrière d'avocat mais se lance rapidement en politique et est élu à l'Assemblée législative du Nouveau-Brunswick comme député du Comté de Westmorland du 31 janvier 1901 jusqu'au 19 juin 1912.
Il est ensuite élu député fédéral libéral de la circonscription de Westmorland le 1er février 1915. Il est réélu le 17 décembre 1917 sous l'étiquette des Libéraux de Laurier puis à nouveau sous l'étiquette libérale le 6 décembre 1921. Il démissionne afin d'accepter la charge de Secrétaire d'État du Canada (du 19 décembre 1921 au 24 septembre 1925) mais est réélu le 19 juin 1922.
Il est nommé au Sénat du Canada sur avis de William Lyon Mackenzie King le 25 septembre 1925 et le reste jusqu'à sa mort le 5 décembre 1949.